# Halosaurus pectoralis
Espèce
Halosaurus pectoralis est une espèce de poissons téléostéens.